# آتالورن
آتالورن (به انگلیسی: Ataluren) با فرمول شیمیایی C۱۵H۹FN۲O۳ یک ترکیب شیمیایی با شناسه پاب‌کم ۱۱۲۱۹۸۳۵ است. که جرم مولی آن ۲۸۴٫۲۴ g/mol می‌باشد. 